# Burlington (Kansas)
Burlington ist eine Stadt in Kansas, USA. Sie ist der Verwaltungssitz ihres Countys Coffey County. Nach der Volkszählung im Jahr 2020 hatte Burlington 2634 Einwohner.

## Geschichte
Burlington wurde im Jahr 1857 gegründet und nach der Stadt Burlington in Vermont benannt, der Heimat eines ihrer Gründer. 1870 wurde Burlington als Stadt eingetragen.
Die Stadt erlebte ein signifikantes Bevölkerungswachstum während des Baus des Wolf Creek Kernkraftwerks von 1977 bis 1985.

## Geographie
Burlington liegt im Osten von Kansas im Coffey County. Die Stadt hat eine Gesamtfläche von 5,76 km², davon sind 5,72 km² Land und 0,04 km² Wasser.

## Wirtschaft
Die Wirtschaft der Stadt wird stark vom Wolf Creek Kernkraftwerk geprägt, das sich nordöstlich von Burlington befindet. Es ist das einzige Kernkraftwerk im Bundesstaat Kansas und dient als bedeutender Arbeitgeber in der Region.

## Bildung
Burlington wird vom Schulbezirk Burlington USD 244 betreut, der eine Grundschule, eine Mittelschule und eine Highschool umfasst. Die Stadt ist außerdem Standort einer Außenstelle des Allen County Community College.

## Sehenswürdigkeiten
Die ehemalige Burlington Carnegie Free Library ist ein historisches Gebäude, das heute als Bürogebäude genutzt wird. Die Stadt wird aktuell durch die Burlington-Filiale der Coffey County Library versorgt.

## Persönlichkeiten
- Christian Braun (* 2001) – Basketballspieler für die Denver Nuggets in der NBA
- Tyrel Reed – ehemaliger Basketballspieler der University of Kansas
- Harrison Kelley (1836–1897) – Politiker und Mitglied des US-Repräsentantenhauses